# 예낙전
예락전(芮樂全)은 고려의 문신이며, 의흥 예씨(義興 芮氏)의 시조이다.
1134년(인종 12)에 권지사문박사 금오위 녹사참군사(權知四門博士 金吾衛錄事叅軍事)로서 장문위묘지명(張文緯墓誌銘)을 지었다.
1145년(고려 인종 23년) 차예부시랑(借禮部侍郞)으로서 금나라에 사신으로 가서 만수절(萬壽節)을 하례하였다.
의종조(毅宗朝)에 보문각학사(寶門閣學士, 정3품)와 문하찬성사(門下贊成事, 정2품)를 역임하고 의흥(義興)부계군(缶溪君)으로 봉군(封君)되시다.
시제(詩題) 한거(閑居)가 최자(崔濨)의 보한집(補閑集)에 남아 있다. 
『만리행장춘기모(萬里行裝春已暮) 백년계활야하장(百年計活夜何長) 멀리 나그네 길차비에 봄은 이미 저물었고 앞으로 백년 살아갈 계획에 밤은 어이 이리도 긴가 // 계암곡연유연락(溪岩谷沿悠然樂) 엄호산간별야장(掩戶山間別野庄) 깊은 골짜기의 바위와 물소리를 유연히 즐기면서 외진 산곡에 문을 닫고 있으니 별다른 야장이로세』